# Reconquête

Rekonkwista (fr. Reconquête, R!) – francuska skrajnie prawicowa partia polityczna założona 5 grudnia 2021 roku przez Érica Zemmoura – kandydata w wyborach prezydenckich we Francji w 2022 roku.